# Drapeau et armoiries de la Suisse
Le drapeau de la Suisse est carré, de couleur rouge, à croix blanche (de gueules, à la croix alésée d'argent).
La forme carrée du drapeau, ainsi que la forme de la croix — les branches de la croix, égales entre elles (croix grecque), doivent être d'un sixième plus longues que larges — est  protégée par la loi.

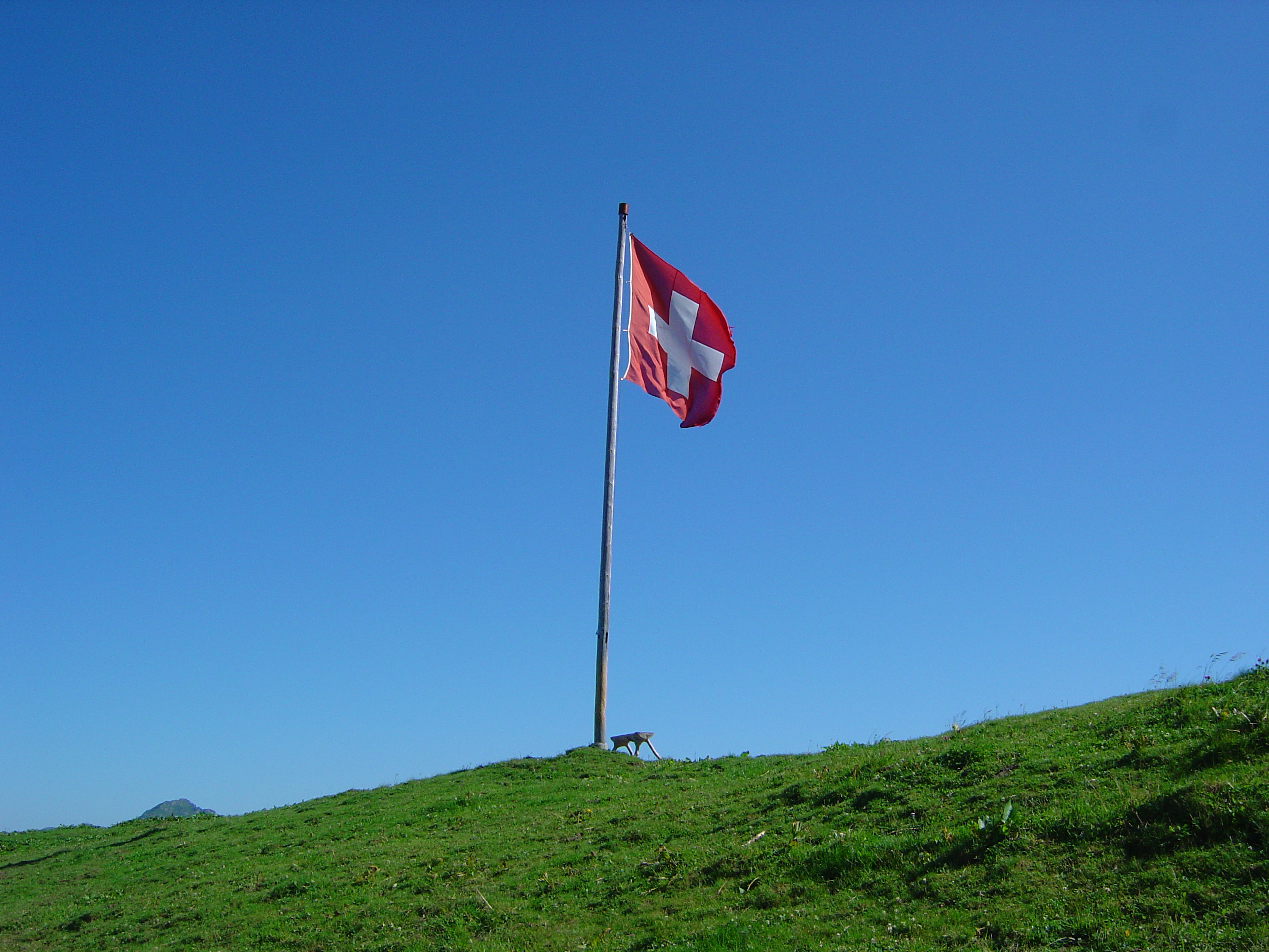
Drapeau suisse dans la commune de Wildhaus-Alt Sankt Johann (canton de Saint-Gall).

## Évolution

### Des origines auXIVesiècle
On ne connaît pas vraiment les origines de la croix suisse (appelée parfois croix fédérale) et les historiens se divisent sur plusieurs hypothèses. Certains pensent que ce symbole aurait pris naissance autour du Ve siècle où il aurait été vénéré dans le royaume burgonde et qu'il aurait figuré sur les emblèmes de la Légion thébaine, massacrée à Saint-Maurice. On prétend d'ailleurs aujourd'hui que la croix figurant sur le blason de la ville tire son origine de cet événement. Une autre version prétend que son origine remonte au XIIe siècle et qu'il figurait dans la bannière impériale du Saint-Empire. Certains expliquent que c'est le culte des instruments de la Passion, répandu dans la région, qui conduisit certains cantons à l'inclure sur leur bannière vers le XIIe siècle, le fond de couleur rouge faisant référence au sang du Christ. Les manuels scolaires indiquent que le drapeau et le nom du pays proviennent du canton de Schwytz, fondateur de la Suisse primitive en 1291 avec Uri et Unterwald. En revanche, ils n'expliquent pas l'origine de ce dernier[réf. souhaitée].

### DuXIVesièclejusqu'en 1798
En 1339 le drapeau suisse acquit une certaine importance : il devint le symbole de la cohésion des cantons suisses, en apparaissant sur les vêtements des troupes de Berne pour les distinguer des autres belligérants lors de la guerre de Laupen. La croix figurait alors sur un drapeau (ou gonfalon) de forme triangulaire. Le symbole de la croix apparut de nouveau lorsque le pape Jules II offrit des bannières en 1512 à la Confédération des XIII cantons. Toutefois, ce n'est qu'au XVIe siècle qu'il fut adopté comme emblème confédéral et au XVIIe qu'il fut étendu à tous les drapeaux militaires. Le fond rouge était alors remplacé par les couleurs du canton d'où était originaire la troupe : chaque canton possédait ses propres troupes, la Suisse n'ayant alors pas d'armée fédérale[réf. souhaitée].

Le drapeau confédéré.
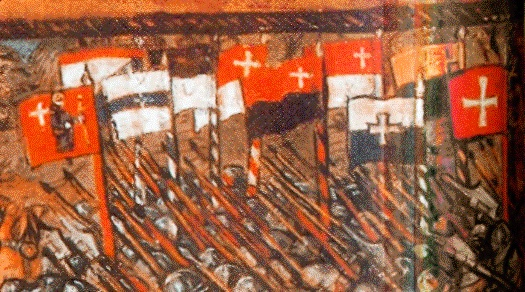
Détail de la plaque décrivant la bataille de Nancy (1477) dans la chronique illustrée Luzerner Schilling de Diebold Schilling (1513).
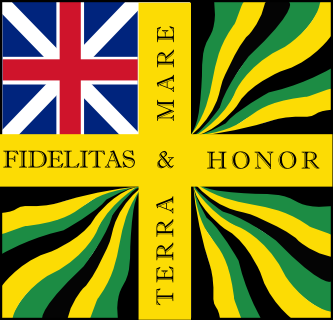
Régiment suisse de Meuron.
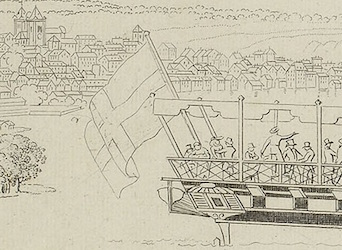
Variante du drapeau confédéré sur le Guillaume Tell, 1823.

### De 1798 à aujourd'hui
L'invasion de la Suisse par la France en 1798 et l'imposition d'un système unitaire donnèrent naissance à la République helvétique et un nouveau drapeau national fut introduit le 13 février 1799. Ce tricolore révolutionnaire comportait deux côtés distincts. Sur le recto, les mots « République Helvétique » y étaient inscrits alors que le verso pouvait contenir d'autres mots. Les couleurs choisies furent le vert des révolutionnaires et notamment des partisans vaudois de la République lémanique. Le rouge et le jaune représentaient les premiers cantons de la Suisse, à savoir Schwytz et Unterwald (rouge) et Uri (jaune)[réf. souhaitée]. 
Ce tricolore révolutionnaire disparut en même temps que le système unitaire de la République helvétique, mis en échec et prenant fin le 10 mars 1803 [réf. souhaitée]. 
Au début du XIXe siècle, le drapeau militaire des troupes de Niklaus Franz von Bachmann était une croix blanche faite de cinq carrés égaux mais il resta un cas particulier jusqu'en 1840 où l'influence du général Guillaume-Henri Dufour imposa ce modèle pour toute l'armée suisse[réf. souhaitée].
La forme actuelle date de 1889 lorsque le Conseil fédéral édicta les dimensions définitives : une croix sur fond rouge dont les bras sont 1/6 plus longs que larges ainsi que les armoiries officielles,.

### Recherche du Conseil fédéral

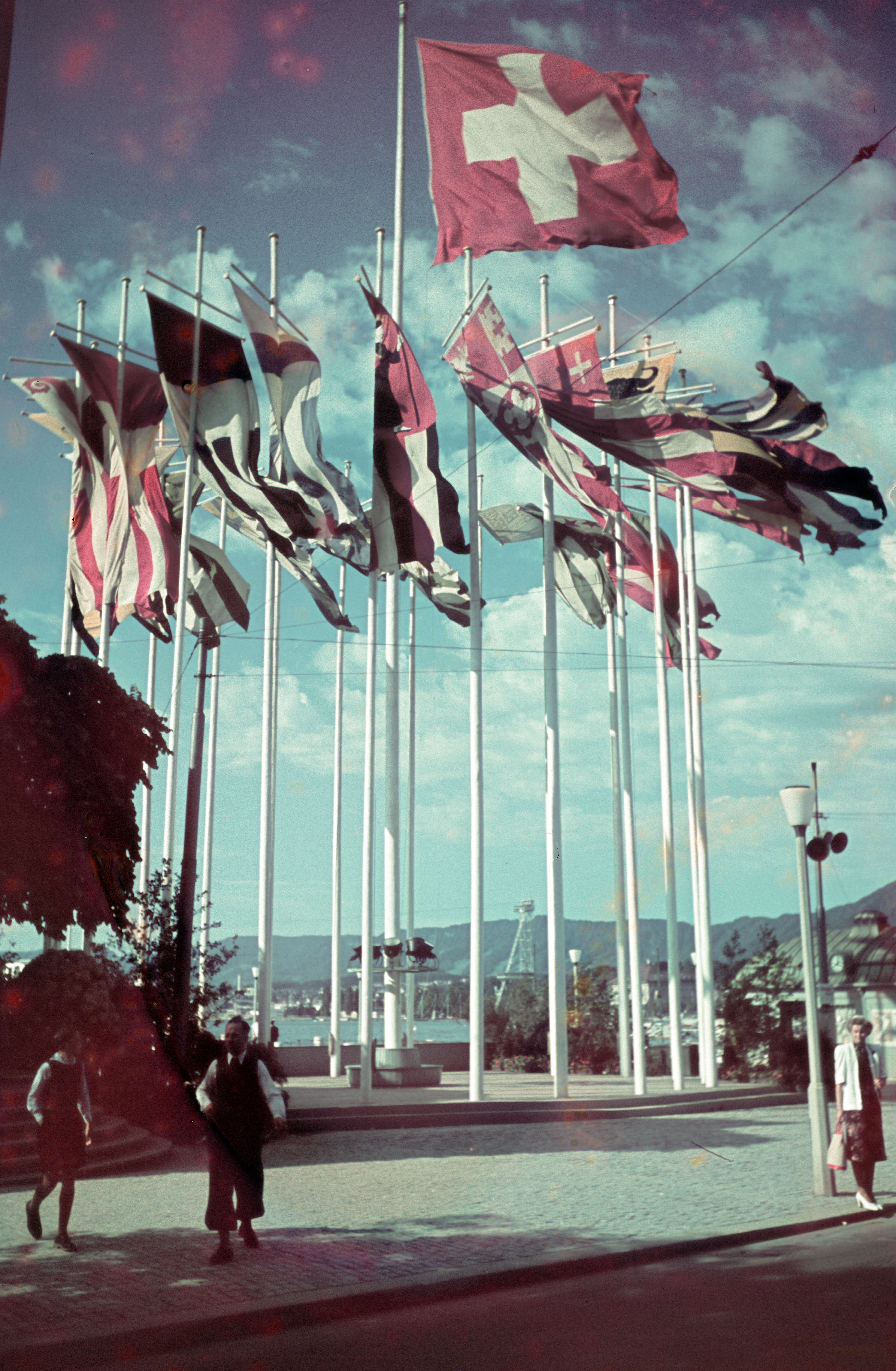
Le drapeau de la Suisse lors de l'Exposition nationale suisse de Zürich en 1939.

Dans son message du 12 novembre 1889 à l'Assemblée fédérale, le Conseil fédéral, répondant à un postulat, se pencha sur l'utilisation de la croix blanche par le passé par les Confédérés : on la retrouve sur un sceau du tribunal de Thurgovie de l'an 1500 où les armoiries des divers cantons sont groupées autour d'une croix, entrelacée de feuillage. Pareille illustration figure aussi sur les sceaux encore conservés des régiments suisses au service de la France. La chronique de Tschudi rapportait que les Suisses portaient une croix pour se distinguer lors de la Guerre de Zurich. D'autres écrits au cours de l'histoire mentionnent la croix blanche comme signe de ralliement[réf. souhaitée].
Après la fin de l'Acte de médiation, la Commission chargée d'établir une nouvelle constitution édicta que « le sceau de la Confédération sera l'insigne des anciens Suisses : une croix blanche alézée, sur fond rouge, entourée des mots : Confédération suisse ». La question des proportions des quatre branches de la croix fut longtemps discutée en 1815 : fallait-il une proportion identique ? Toutefois, l'arrêté sur les armoiries n'a pas été exécuté d'une façon uniforme dans les différents cantons suisses[réf. souhaitée].
Se basant sur le résultat de cette recherche, le Conseil fédéral établit, en tant que projet de loi, le 12 novembre 1889 que « les armoiries de la Confédération consistent en une croix blanche, verticale et alézée, placée sur fond rouge et dont les branches, égales entre elles, sont d'un sixième plus longues que larges ». Il sera accepté par l'Assemblée fédérale[réf. souhaitée].
Depuis le 1er janvier 2007, les offices principaux de l'administration fédérale utilisent une identité visuelle uniforme, qui définit comme couleurs de référence des armoiries le blanc et le rouge Pantone 485C (converti en quadrichromie par C=0 % M=100 % J=100 % N=0 %). Cette charte graphique peut servir de référence pour d'autres usages, publics ou privés, mais sans caractère obligatoire[réf. souhaitée].

## Description

### Pavillon maritime
Le pavillon maritime suisse créé en 1953 est de forme rectangulaire contrairement au drapeau. La marine marchande suisse navigue sous ce pavillon. En pratique, les navires de la marine marchande suisse arborent ce pavillon depuis le 17 avril 1941. Le pavillon maritime est rectangulaire avec un rapport de 2:3. Conformément à la loi, seuls les navires de mer immatriculés en Suisse peuvent l'exploiter (art. 3 de la loi sur la navigation maritime). Le pavillon est défini à l'annexe 1 de la loi fédérale du 23 septembre 1953 sur la navigation sous pavillon suisse.
Bien que le pavillon rectangulaire soit utilisé normalement seulement par la marine, ce pavillon représente souvent la Suisse dans les compétitions sportives (Jeux olympiques) et épreuves télédiffusées de fédérations sportives ainsi qu'événements culturels (Concours Eurovision).
À l'inverse, il est fréquent d'observer un drapeau carré à la poupe des bateaux naviguant sur des lacs internationaux tels que le Léman ou encore le Lac de Constance et le Rhin alors que l'utilisation d'un pavillon rectangulaire serait plus conforme à l'usage prévu par la loi.
Les patrouilleurs de l'armée suisse arborent le pavillon maritime suisse.

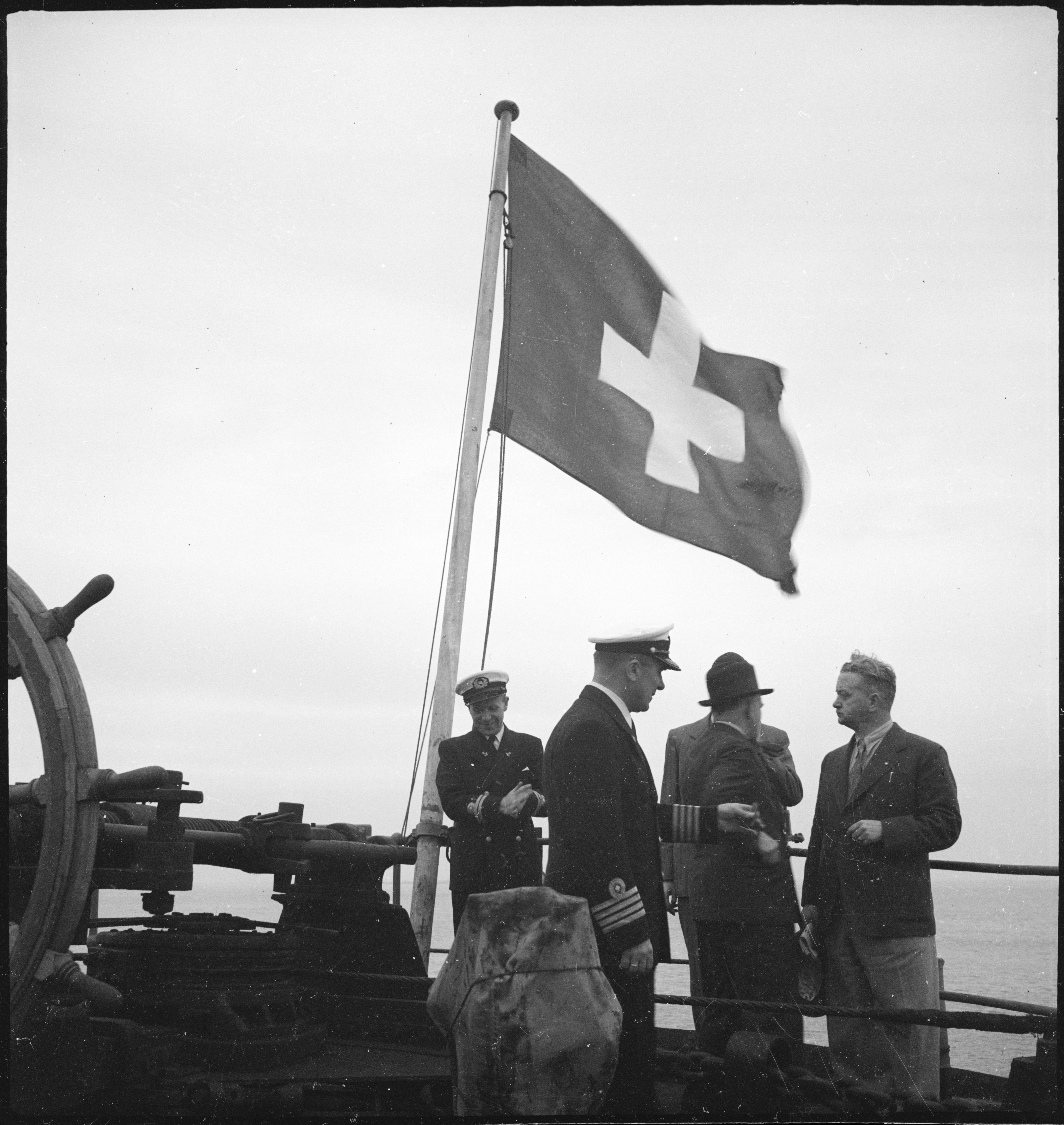
Le pavillon maritime suisse sur le navire Calanda à Lisbonne en mai 1941.
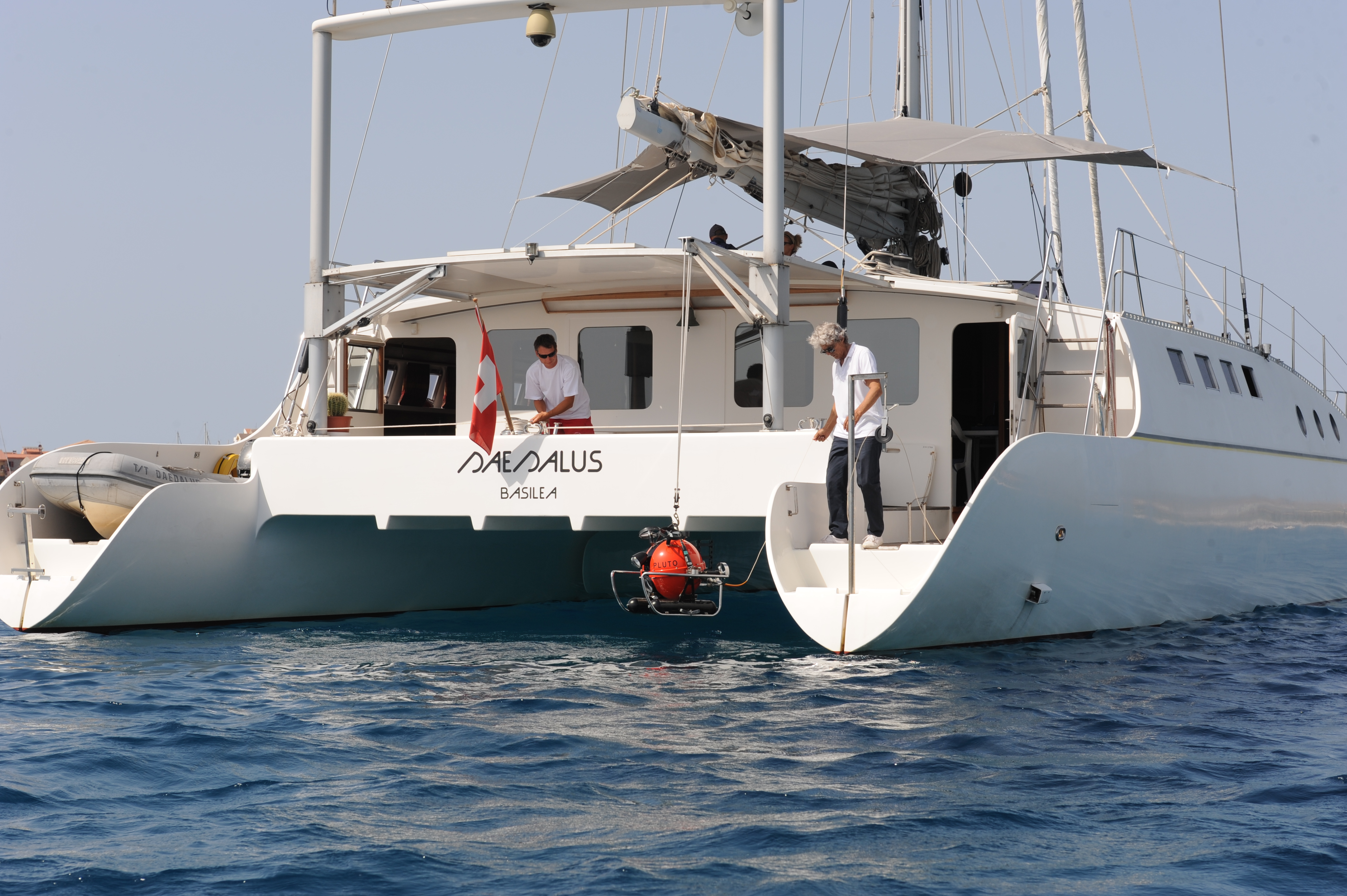
Le pavillon maritime sur un catamaran en mer en 2012
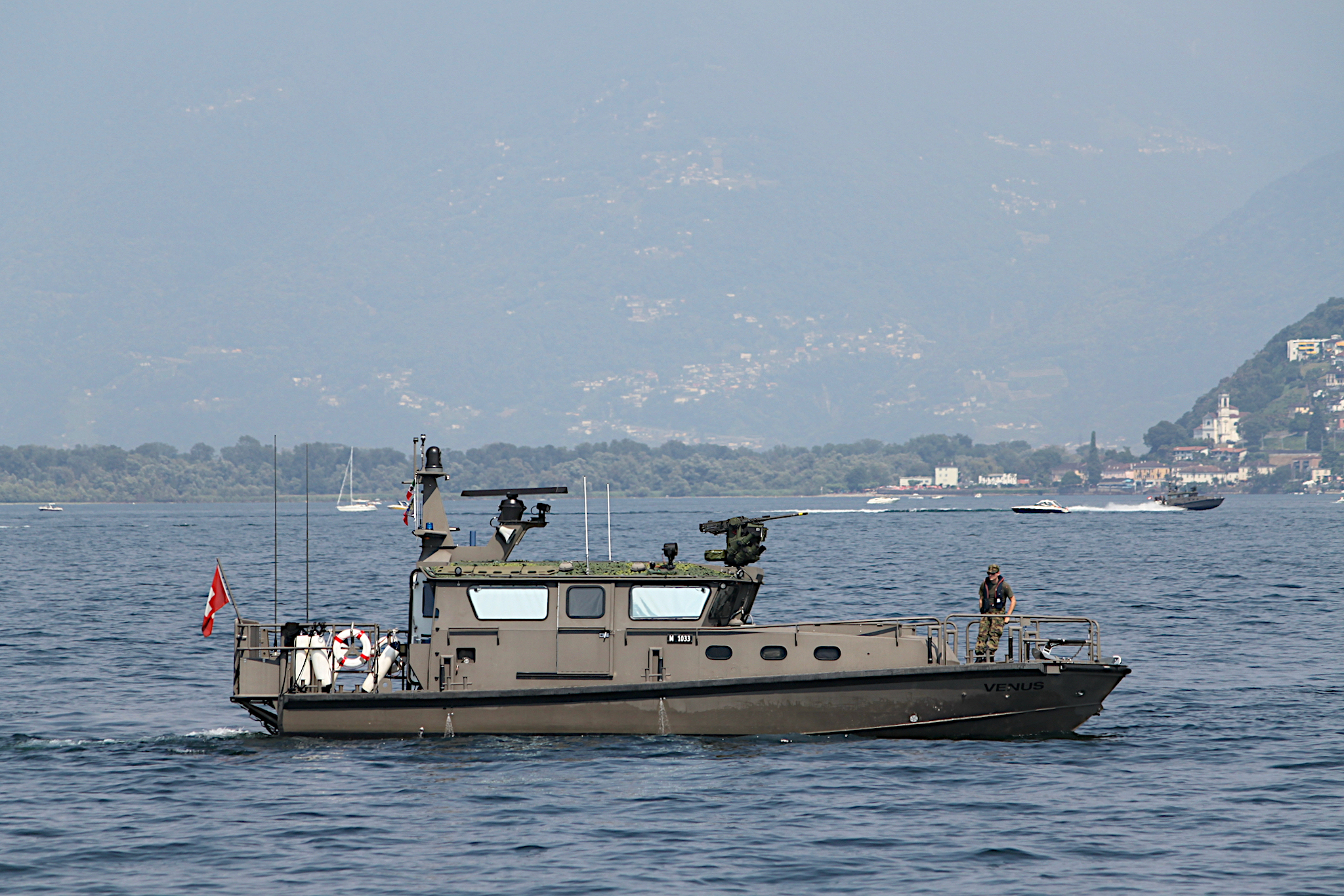
Le patrouilleur "Venus".

## Déclinaisons du drapeau suisse

### Dans d'autres symboles officiels de la Suisse

Armoiries de la Confédération suisse.
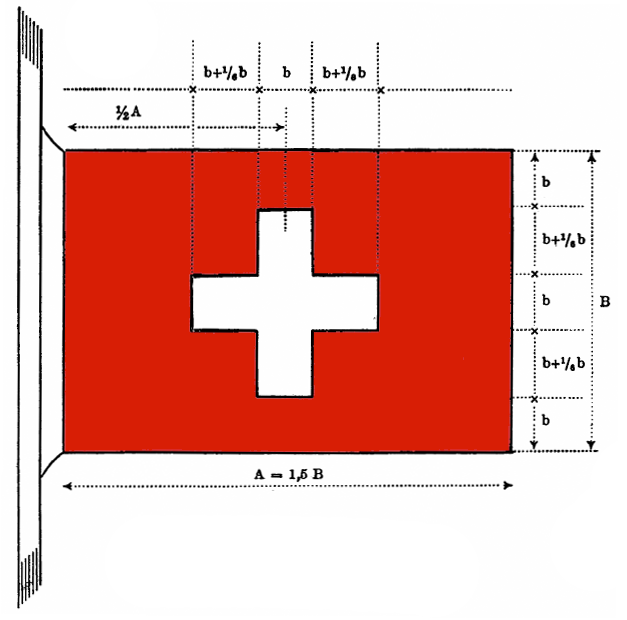
Pavillon maritime (proportions 2:3, adoption officielle en 1953).
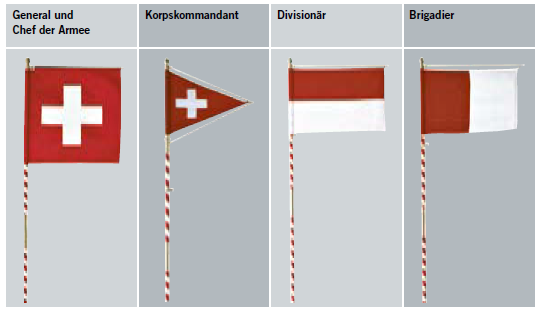
Étendard et fanions de l'Armée suisse.
Cocarde des Forces aériennes suisses.
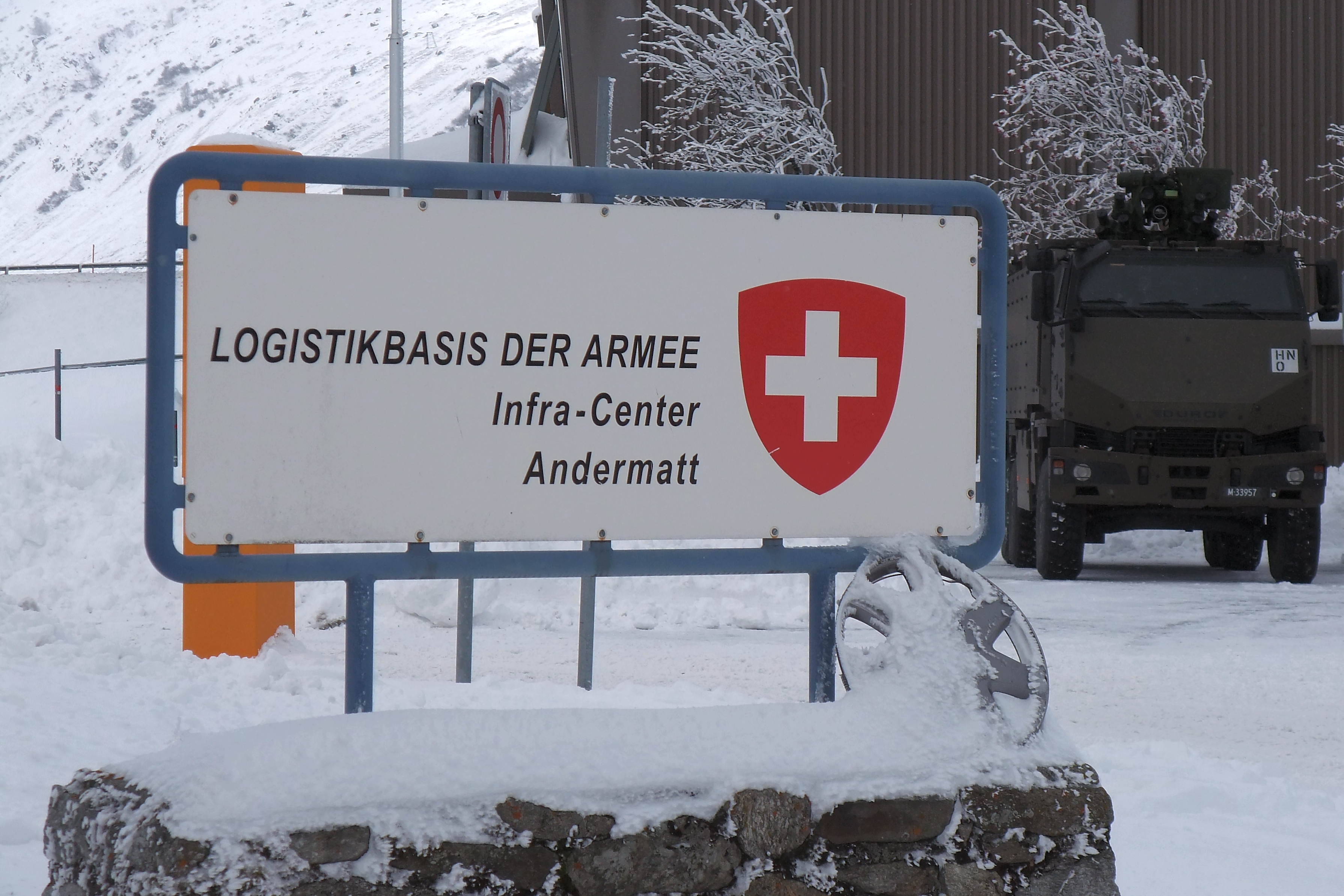
Armoiries de la Suisse utilisées par l'armée.

### Dans les armoiries et drapeaux de cantons

Armoiries du Canton de Schwytz.
Drapeau du canton de Schwytz.
Armoiries de la république et canton de Neuchâtel.
Drapeau de la république et canton de Neuchâtel.

### Dans les armoiries et drapeaux de communes

Armoiries de la commune de Schwytz.
Armoiries de la commune d'Alpthal (SZ).
Armoiries de la localité de Goldau (SZ).
Armoiries de la commune de Muotathal (SZ).
Armoiries de la commune d'Ernen (VS).
Armoiries de la commune des Rousses (France).

### Dans le domaine du sport
Les couleurs et le design de la tenue des joueurs de l'équipe de Suisse de football et du logo de l'association suisse de football font référence au drapeau de la Suisse[réf. souhaitée].

Domicile.
Extérieur.

La couleur de la tenue des joueurs de l'Équipe de Suisse de Coupe Davis fait référence au drapeau de la Suisse. On retrouve également le drapeau suisse sur le logo de la Fédération suisse de gymnastique, de Swiss ski, de Swiss Olympic[réf. souhaitée], etc.

### Dans le domaine de la communication d'entreprise
Le drapeau est régulièrement utilisé à des fins de communication ou de publicité, soit en entier, soit de manière partielle, ou comme une simple évocation par l'intermédiaire de ses couleurs et de la croix. Nombre de compagnies commerciales suisses ont ainsi un logo comportant une référence au drapeau. On peut citer : CFF, CarPostal, Crossair, Emmi, La Poste, Mansory, PTT, Swatch, Swissair, Swisscom, Swiss International Air Lines, Swiss Life, Tissot, Victorinox, Wenger[réf. souhaitée].

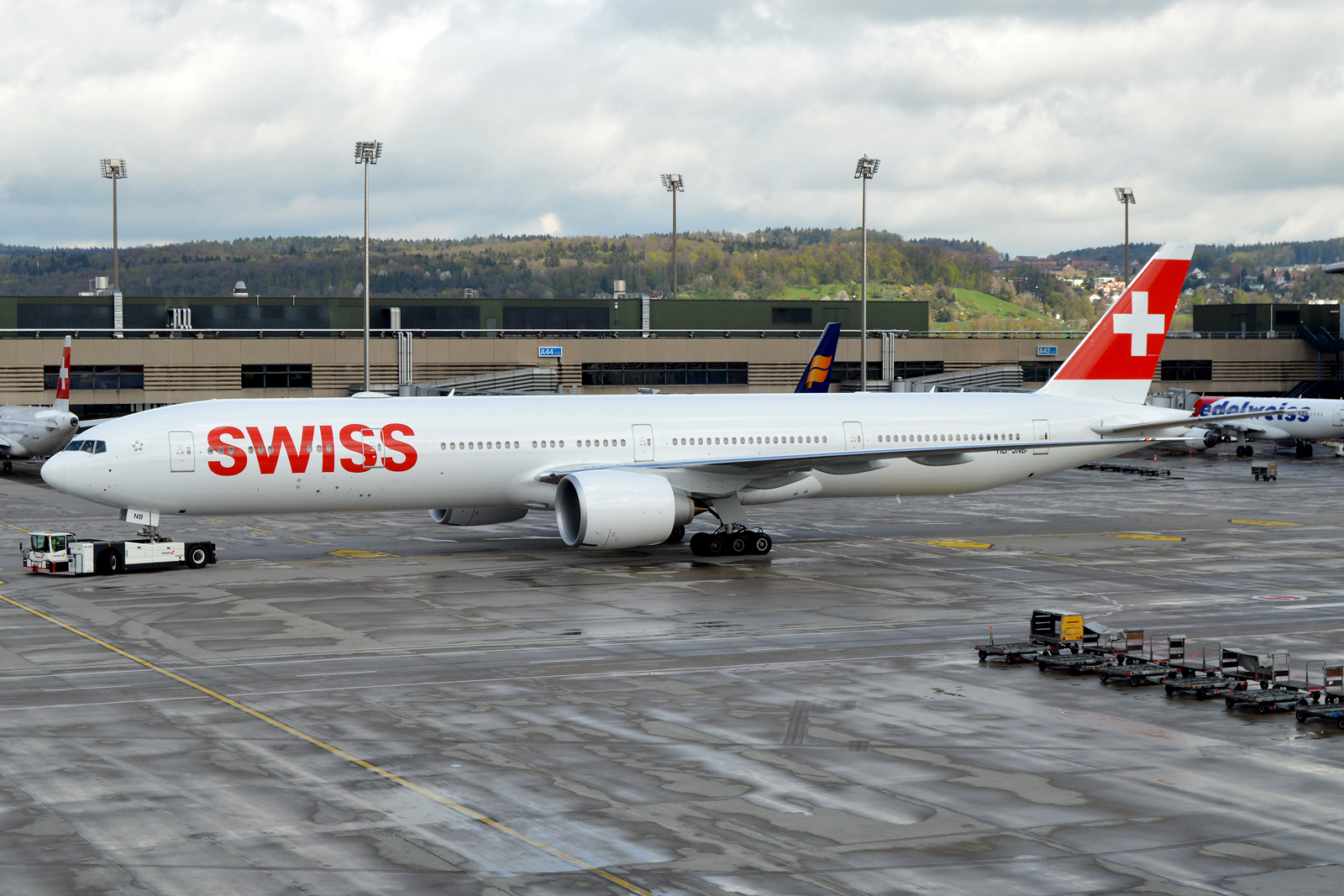
Boeing 777-3DE de Swiss International Air Lines en 2016.
Logo de Swatch.
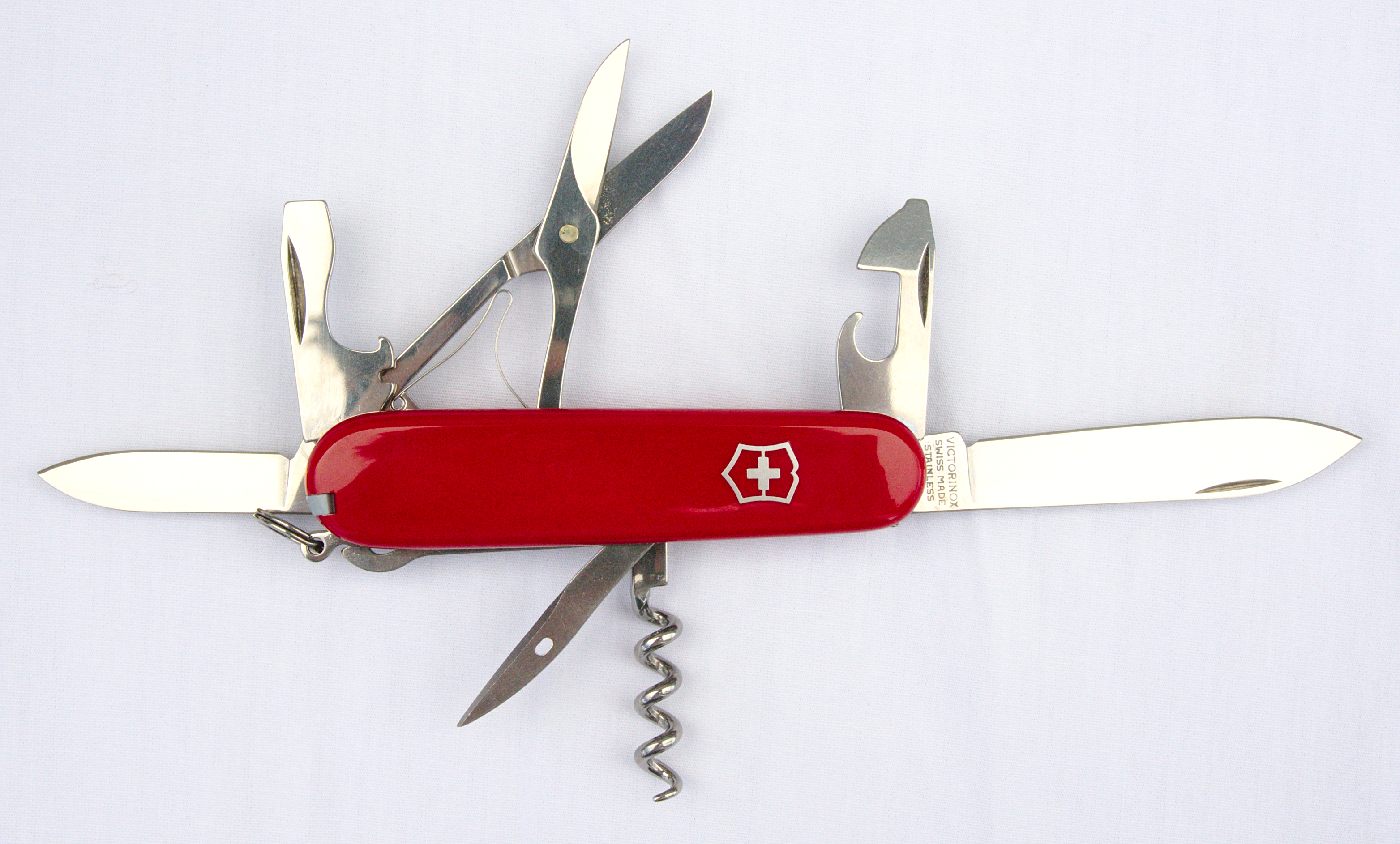
Un couteau suisse de Victorinox.
Logo de Tissot.

### Dans le domaine de la communication politique
Certains partis politiques nationaux suisses reprennent aussi ce symbole dans leurs logos :
- Parti démocrate-chrétien (PDC) ;
- Parti suisse du Travail (PST) ;
- Union démocratique du centre (UDC) ;
- Union démocratique fédérale (UDF).

### Comité international de la Croix-Rouge
Le premier emblème de la Croix-Rouge, adopté en 1868, est une croix rouge dans un carré blanc, semblable au drapeau suisse mais avec les couleurs inversées.

La Croix-Rouge.
Mouvement international.
Comité international.